# جاناتان تریدنته
جاناتان تریدنته (انگلیسی: Jonathan Tridente؛ زادهٔ ۲۳ مارس ۱۹۸۳) بازیکن فوتبال اهل آرژانتین است.